# Zahrady
Zahrady (německy Gärten) je malá vesnice, část města Krásná Lípa v okrese Děčín v Ústeckém kraji. Nachází se asi 3 km na severozápad od Krásné Lípy. Vesnicí prochází silnice II/265. Je zde evidováno 40 adres. V roce 2011 v Zahradách trvale žilo 62 obyvatel.
Zahrady je také název katastrálního území o rozloze 1,43 km².

## Historie
První písemná zmínka o obci pochází z roku 1720.

## Obyvatelstvo
|                                                                    | 1869 | 1880 | 1890 | 1900 | 1910 | 1921 | 1930 | 1950 | 1961 | 1970 | 1980 | 1991 | 2001 | 2011 |
| ------------------------------------------------------------------ | ---- | ---- | ---- | ---- | ---- | ---- | ---- | ---- | ---- | ---- | ---- | ---- | ---- | ---- |
| Obyvatelé                                                          | 108  | 159  | 134  | 135  | 187  | 167  | 174  | 54   | 107  | 132  | 116  | 81   | 77   | 62   |
| Domy                                                               | 16   | 20   | 18   | 24   | 27   | 33   | 36   | 38   | .    | 29   | 28   | 26   | 30   | 32   |
| Počet domů z roku 1961 je zahrnut v domech místní části Vlčí Hora. |      |      |      |      |      |      |      |      |      |      |      |      |      |      |

## Pamětihodnosti
- Tovární budova čp. 14 nazývaná zámeček z počátku 19. století
- Plastická geologická mapa v zahradě domu čp. 30, výtvor místního amatérského přírodovědce a vlastivědného nadšence Rudolfa Köglera[7]
- Pozdně barokní kaple Panny Marie Pomocné (zvaná též Žebrácká kaple) z roku 1808, rekonstruovaná v roce 2016
- Památník obětem 1. světové války z roku 1922, rekonstruovaný v roce 2012

## Cestovní ruch
Vesnicí prochází nejstarší naučná stezka v Česku – Köglerova naučná stezka a řada turisticky vyznačených tras s rozcestníky. Prochází tudy silnice II/265. Přes obec je vedena železniční trať Krásná Lípa – Panský se zastávkou Zahrady u Rumburka.